# Lista siturilor arheologice din județul Ialomița - M
Lista siturilor arheologice din județul Ialomița - M conține toate siturile arheologice din județul Ialomița înscrise în Repertoriul Arheologic Național (RAN) și aflate în localități al căror nume începe cu litera M. RAN este administrat de Ministerul Culturii și Patrimoniului Național și cuprinde date științifice, cartografice, topografice, imagini și planuri, precum și orice alte informații privitoare la zonele cu potențial arheologic, studiate sau nu, încă existente sau dispărute.
Puteți căuta un sit din localitățile care încep cu litera M folosind formularul de mai jos sau puteți naviga prin toate siturile din județ la Lista siturilor arheologice din județul Ialomița.
| Cod RAN                                | Denumire | Localitate                                          | Adresă               | Datare              | Descoperit | Coordonate                                    | Imagine           | Erori            |
| -------------------------------------- | --- | --------------------------------------------------- | -------------------- | ------------------- | ---------- | --------------------------------------------- | ----------------- | ---------------- |
| 94517.01.01 (Cod LMI: IL-I-s-B-14059)  | Așezarea Latene de la Maltezi / ansamblu anonim (Categorie: locuire civilă) (Tip: Așezare)                                                                  | sat Maltezi, comuna Stelnica                        |                      | geto-dacică         |            | 44°25′26″N 27°53′28″E / 44.42389°N 27.89111°E | Încărcați imagine | Raportați eroare |
| 101261.01.01 (Cod LMI: IL-I-s-B-14058) | Așezarea Latene de la Maia - "La Școală" / ansamblu anonim (Categorie: locuire civilă) (Tip: Așezare)                                                       | sat Maia, comuna Maia                               | La Școală            | geto-dacică         |            | 44°45′06″N 26°24′35″E / 44.75167°N 26.40972°E | Încărcați imagine | Raportați eroare |
| 93263.01.01 (Cod LMI: IL-I-s-B-14060)  | Așezarea Dridu de la Mărculești / ansamblu anonim (Categorie: locuire civilă) (Tip: Așezare)                                                                | sat Mărculești, comuna Mărculești                   |                      | Dridu sec. IX - XI  |            | 44°35′10″N 27°31′38″E / 44.58611°N 27.52722°E | Încărcați imagine | Raportați eroare |
| 94009.01.01                            | Biserica medievală de la Mihail Kogălniceanu - Crucea Movila înaltă / ansamblu anonim (Categorie: structură de cult/religioasă) (Tip: Biserică)             | sat Mihail Kogălniceanu, comuna Mihail Kogălniceanu | Crucea Movila înaltă | sec.XVI             |            |                                               | Încărcați imagine | Raportați eroare |
| 94009.01.02                            | Biserica medievală de la Mihail Kogălniceanu - Crucea Movila înaltă / ansamblu anonim (Categorie: structură de cult/religioasă) (Tip: Necropolă)            | sat Mihail Kogălniceanu, comuna Mihail Kogălniceanu | Crucea Movila înaltă | sec.XVI             |            |                                               | Încărcați imagine | Raportați eroare |
| 94009.01.03                            | Biserica medievală de la Mihail Kogălniceanu - Crucea Movila înaltă / ansamblu anonim (Categorie: structură de cult/religioasă) (Tip: Mormânt de inhumație) | sat Mihail Kogălniceanu, comuna Mihail Kogălniceanu | Crucea Movila înaltă | sarmatică sec.II-IV |            |                                               | Încărcați imagine | Raportați eroare |